# Бэймакс!
«Бэ́ймакс!» (англ. Baymax!) — американский анимационный стриминговый сериал об одноимённом персонаже издательства комиксов Marvel, созданный Доном Холлом для Disney+. Сериал является спин-оффом анимационного полнометражного фильма «Город героев» и вторым мультсериалом, действие которого происходит после «Город героев: Новая история». Сериал является первым телесериалом, снятым анимационной студией Уолта Диснея.
Премьера мультсериала состоялась 29 июня 2022 года. Шоу состоит из шести эпизодов, которые вышли в день премьеры.

## Сюжет
Мультсериал рассказывает о медицинском роботе Бэймаксе, который помогает людям в городе Сан-Франсокио.

## Роли озвучивали
- Скотт Эдсит — Бэймакс[англ.][3]
- Райан Поттер — Хиро Хамада[4]
- Майя Рудольф — Тётя Касс[3]
- Лилимар Эрнандес — София (пациентка-подросток)[5]
- Зено Робинсон — Али (друг Софии)[5]
- Эмили Курода — Кико (бабушка-пациентка)[5]
- Джабуки Янг-Уайт — Мбита[5]
- Брайан Ти — Юкио[5]

## Разработка

### Концепция
10 декабря 2020 года Дженнифер Ли — креативный директор Walt Disney Animation Studios, во время прямой трансляции объявила о том, что новое шоу «Baymax!», основанное на мультфильме «Город героев», находится в разработке для стримингового сервиса Disney+. Это первый мультсериал, который когда-либо был спродюсирован Walt Disney Animation Studios. Сорежиссёр полнометражного мультфильма — Дон Холл выступил в качестве создателя и соисполнительного продюсера сериала вместе с Ли.
Идея создания шоу была предложена Холлом, который «подумал, что было бы забавно сделать сериал Disney +, в котором Baymax взаимодействует с обычными людьми».

### Кастинг
20 мая 2022 года было подтверждено, что Скотт Эдсит, Райан Поттер и Майя Рудольф вернутся к своим ролям Бэймакса, Хиро и Кэсс соответственно, а также было объявлено, что Зено Робинсон, Лилимар Эрнандес, Джабуки Янг-Уайт и Эмили Курода присоединились к актёрскому составу.

### Анимация
По словам супервайзера визуальных эффектов Мохита Каллианпура, аниматоры повторно использовали ресурсы из полнометражного мультфильма «Город героев», но данные пришлось обновлять из-за изменений в технологиях с момента выхода фильма. После преобразования данных аниматоры протестировали их и исправили все обнаруженные ошибки.

### Музыка
Доминик Льюис, который ранее предоставил дополнительную музыку для оригинального фильма, сочинил партитуру для сериала к маю 2022 года. Саундтрек к мультсериалу был выпущен 29 июня 2022 года.

## Отзывы критиков
Обозреватель веб-сайта CBR.com Сэм Стоун похвалил Дона Холла за эмоциональную глубину и короткую продолжительность, которые, по мнению Стоуна, не позволили сериалу стать шаблонным.
Джефф Юинг, критик из Forbes, описал сериал как «неудивительно великолепный сезон», назвав эпизоды «милыми» и способными передать очарование главного персонажа эпизода, также он похвалил анимацию и озвучку, хотя он чувствовал, что сериал не смог должным образом расширить вселенную франшизы.
Рэйвен Бруннер, критик из Game Rant, сказала, что мультсериал «отражает наивность и искренность подросткового возраста, одновременно развивая мир Big Hero 6», а также, что это «восхитительное повторное знакомство» с франшизой «Big Hero 6». Она также похвалила расовое и ЛГБТК+ разнообразие сериала и финальный эпизод за то, что он позволил историям из предыдущих эпизодов «в конечном итоге [собраться] вместе таким образом, который глубоко отражает ценности шоу».
На агрегаторе-оценок IMDB мультсериал имеет рейтинг 6.3/10 на основе 1 702 пользовательских оценок.
Также на агрегаторе-оценок Rotten Tomatoes шоу получило 100 % одобрение 6 критиков со средним рейтингом 8,30/10.

## Критика
Третий эпизод вызвал споры и критику из-за изображения трансгендерного мужчины, обсуждающего предпочитаемый им тип тампона. Однако другие похвалили за такое изображение.